# Regalskepp

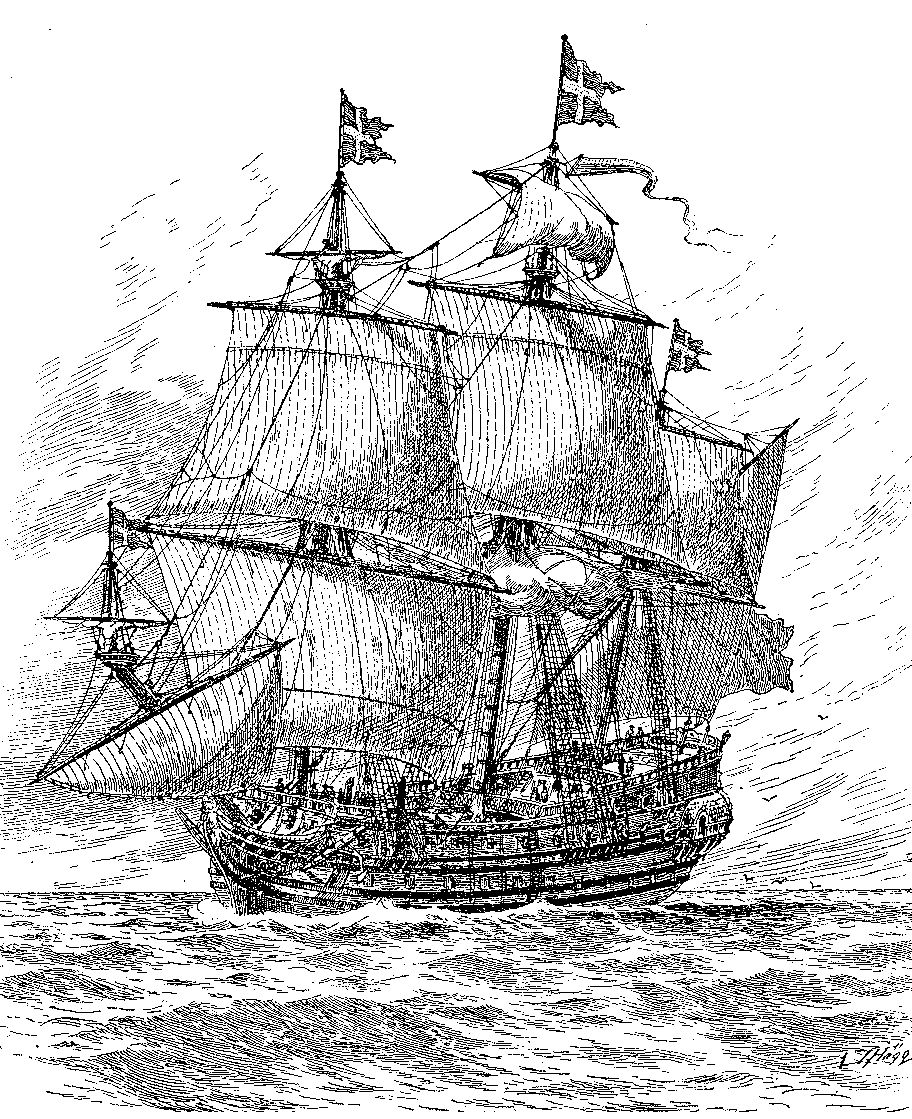
Regalskeppet Scepter byggd 1636.

Regalskepp var under den svenska stormaktstiden beteckningen för flottans största skepp. Beteckningen finns i flera former: royalskepp, realskepp och regalskepp, med realskepp som den vanligaste. Klassifikationen användes 1615-1622 och från 1633 och in på 1670-talet, tillsammans med liknande termer som örlogsskepp, mindre örlogsskepp och pinass. Beteckningen regalskepp troddes tidigare bero på att de första skeppen av denna typ döptes efter riksregalier såsom krona, spira, äpple, svärd och den regerande dynastins vapen, men ordet hade inte denna betydelse i början av 1600-talet, och de tidigaste skeppen med beteckningen är inte alla döpt efter riksregalier. Till exempel var år 1622 åtta skepp klassificerade som regalskepp: Äpplet, Kronan, Svärdet, Nykeln, Scepter, Wasan, Apollo, Stockholm, Maria, Andromeda och Tre Kronor.
Ordet har blivit vanligt i publikationer om två stora vrak från perioden, Regalskeppet Vasa och Regalskeppet Kronan, men är inte helt lämpligt i Vasas fall. Vasa byggdes och sjönk under perioden där beteckningen regalskepp inte var i bruk, så ingen benämning av Vasa som regalskepp finns i det befintliga källmaterialet, men om Vasa inte hade sjunkit 1628, kan man konstatera att skeppet skulle betraktas som realskepp/regalskepp under 1630-talet.

## Svenska regalskepp
- Äpplet (1622 Västervik)
- Vasa (1627 Blasieholmen), 64 kanoner
- Äpplet (1628 Blasieholmen), 74 kanoner
- Kronan (1632 Skeppsholmen), 74 kanoner
- Göta Ark (1634 Gamla Varvet, Göteborg), 72 kanoner
- Scepter (1636 Blasieholmen), 58 kanoner
- Draken (1656 Skeppsholmen), 64 kanoner
- Viktoria (1658 Skeppsholmen), 76 kanoner
- Saturnus (1662 Bodekull), 64 kanoner
- Riksäpplet (1663 Göteborg), 84 kanoner
- Svärdet (1662) Skeppsholmen), 86 kanoner
- Wrangel (1664 Skeppsholmen), 60 kanoner
- Nyckeln (1665 Bodekull), 86 kanoner
- Mars (1665 Lübeck), 72 kanoner
- Jupiter (1665 Lübeck), 68 kanoner
- Venus (1667 Karlshamn), 62 kanoner
- Kronan (1668 Skeppsholmen), 126 kanoner
- Solen (1669 Lübeck), 72 kanoner
- Mercurius (1672 Karlshamn), 66 kanoner